# Oracolo (album)
Oracolo è un doppio album compilation contenente brani beat e rock psichedelico registrati tra il 1966 e il 1988, pubblicata dalla Toast nel 1989.

## Il disco
Oracolo è una raccolta di incisioni edite in Italia nel periodo 1966-1988, ideata e prodotta da Giulio Tedeschi e pubblicata su un doppio vinile a 33 giri.
La copertina multicolorata apribile contiene un disegno originale firmato da Salvatore Ursus D'Urso.
Allegata al disco una breve antologia di poesia underground intitolata Sierra Bonita ed una storia disegnata dallo psyco-artista Matteo Guarnaccia, Tocca la Terra.
L'album è stato pubblicato in una tiratura limitata di 1.000 esemplari.

## Tracce

### Side A (Ricorda con rabbia)
1. Jaguars - Devi combattere (1966)
2. Funamboli - Ipotesi negativa (1967)
3. Bit-Nik - Manifesto beat (1967)
4. Bisce - Danza della morte (1966)
5. Mr.Anima - Non voglio pietà (1967) (*)
6. I Gems - Seduto per terra (1967)

(*) Mr. Anima, pseudonimo di Ghigo Agosti.

### Side B (Bom Shankar)
1. No Strange - Bom Shankar Suite (live 1988) (**)

a) The new world
b) Vibrazioni di alghe marine
c) Parole nella mente
d) Talkin' to the child
(**) Registrazione effettuata a La Loggia (TO) il 20 marzo 1988 durante il "Bom Shankar Evento" (mixaggio di Massimiliano Casacci, produzione artistica di Massimiliano Casacci & Giulio Tedeschi).

### Side C (Oracolo)
1. Le Stelle di Mario Schifano - Molto lontano a colori - (1967)
2. Ezzu & Richiero - Il sole e la vita
3. Vegetable Men -  The Sailors
4. Peter Sellers and the Hollywood Party - Spun out of mind
5. Ezzu & Richero - La realtà non esiste

### Side D (Good Karma Baba Kool)
1. Massimiliano Casacci - Ticket to ride
2. Afterhours - All the good children go to hell
3. Act - Wild thing
4. Difference -  The crack
5. Double X -  Eyes in the night